# Liste der Kulturgüter in Birwinken
Die Liste der Kulturgüter in Birwinken enthält alle Objekte in der Gemeinde Birwinken im Kanton Thurgau, die gemäss der Haager Konvention zum Schutz von Kulturgut bei bewaffneten Konflikten, dem Bundesgesetz vom 20. Juni 2014 über den Schutz der Kulturgüter bei bewaffneten Konflikten sowie der Verordnung vom 29. Oktober 2014 über den Schutz der Kulturgüter bei bewaffneten Konflikten unter Schutz stehen.
Objekte der Kategorie A sind im Gemeindegebiet nicht ausgewiesen, Objekte der Kategorie B sind vollständig in der Liste enthalten, Objekte der Kategorie C fehlen zurzeit (Stand: 1. Januar 2023).

## Kulturgüter
| Foto |                                                              | Objekt                            | Kat. | Typ | Standort                                | Beschreibung |
| ---- | ------------------------------------------------------------ | --------------------------------- | ---- | --- | --------------------------------------- | ------------ |
| ja   | Datei hochladen · Wikidata zu Reformierte Kirche (Q29882581) | Reformierte Kirche KGS-Nr.: 04935 | B    | G   | Andwil, Dorfstrasse 6.1 733739 / 269847 |              |
| ja   | Datei hochladen · Wikidata zu Wohnhaus (Q133893566)          | Wohnhaus KGS-Nr.: 04936           | B    | G   | Mattwil, Dorfstrasse 28 733093 / 271247 |              |
| ja   | Datei hochladen · Wikidata zu Reformierte Kirche (Q29882579) | Reformierte Kirche KGS-Nr.: 13633 | B    | G   | Hauptstrasse 30.2 732298 / 271678       |              |
| ja   | Datei hochladen · Wikidata zu Bauernhaus (Q29882577)         | Bauernhaus KGS-Nr.: 13634         | B    | G   | Hauptstrasse 34, 36 732234 / 271716     |              |